# Djamel Khali
Djamel Khali, né le 2 mars 1974, est un taekwondoïste français.
Il participe au tournoi de sport de démonstration de taekwondo aux Jeux olympiques d'été de 1992 dans la catégorie des moins de 70 kg ; il remporte la médaille de bronze.